# Awem
Awem Games — компанія-розробник казуальних відеоігор, що знаходиться в Могильові, Білорусь. Ігри компанії Awem Games поширюються основними продавцями відеоігор, як-от App Store, Google Play, Big Fish Games, GameHouse та багатьма іншими. Крім онлайн-поширення, ігри доступні на компакт-дисках у 24 країнах, у тому числі Сполучених Штатах Америки, Німеччині, Росії та Польщі. Ігри перекладено 15 мовами.
2011 року Awem Games розпочала розробку free-to-play ігор для смартфонів і планшетів.

## Free-to-play ігри
- Cradle of Empires (2014) — пригодницька відеогра у жанрі головоломки з елементами містобудування[3].
- Letters From Nowhere: A Hidden Object Mystery (2014) — головоломка в жанрі пошуку предметів, видана G5 Entertainment для iOS та Android[4].

## Головоломки
- Cradle Of Rome (2007) — головоломка. Гравцеві необхідно з'єднувати три або більше схожих плиток шляхом натискання на першій з них і перетягування курсору миші над суміжними. Деякі типи груп приносять ресурси, які можуть бути витрачені на зведення різних споруд, кожна з яких дає гравцеві перевагу в подальших випробуваннях. Cradle of Rome була номінована на «Вибір народу за найкращу гру-головоломку 2007 року» на Zeeby Awards 2007 року[5] і стала однією з 20 відеоігор за три роки (2007—2009), згідно зі статистикою CasualCharts[6].
- Cradle Of Persia (2007) — схожа гра-головоломка, дія якої відбувається у стародавній Персії. Незадовго до випуску вона виборола нагороду «Best Production Values» на CGA Europe East awards 2007 року[5].
- Cradle Of Rome 2 (2010) — головоломка, продовження Cradle Of Rome. Gamezebo оцінив Cradle Of Rome 2 у чотири бали з п'яти, визнавши ігровий процес і дизайн майже ідентичними першій частині, але які все ж потребують звикання[7]. Версію для платформи Macintosh було номіновано на Best Match 3 Game Of 2010 у Big Fish Games’ Customer Favorites Awards 2010 року[8], а версію для ПК — на Best Strategy Game Of 2010 у Big Fish Games’ 2010 Customer Favorites Awards[9].
- Cradle Of Egypt (2011) — ще одна головоломка серії Cradle. Gamezebo оцінив Cradle Of Egypt у чотири бали з п'яти, згадуючи, що ігровий процес лишився незмінним порівняно з попередніми іграми серії Cradle. Ті ж підсилення, ті ж перешкоди, схожі схеми. Єдиною відмінністю є тла та предмети[10].

## Shoot 'em up
- Alien Stars (2005) — відеогра в жанрі shoot 'em up, що отримала срібну нагороду від Game Tunnel. Порівняно з Crimsonland її ігровий процес кумедний і простий, але критики зазнав брак вмісту[11].
- Star Defender — серія аркадних відеоігор у жанрі shoot 'em up на єдиному екрані без прокрутки, подібних до Space Invaders. Gamezebo оцінив і Star Defender 3 2007 року, і Star Defender 4 2008 у три бали з п'яти. Star Defender 3 було описано як духовного спадкоємця Galaga з посиланнями на ретро-ігри. Було по-іншому відчувати себе «просто середнім» серед більш звичних ігор казуального жанру[12]. Star Defender 4 було розхвалено за розмаїття ворогів і бонусів, але розкритиковано за деякі вади ігрового балансу та загальну складність[13]. Star Defender 4 потрапив до 10 найкращих ігор на Best App Ever Awards 2013 у категорії «Best Arcade and Action Game for Android»[14].

## Пошук предметів
Awem виробляє ігри в жанрі пошуку прихованих предметів.
- Romance Of Rome (2009) — гра з романтичним сюжетом, дія якої відбувається у Римській імперії. Ванесса Картер із Gamezebo оцінила Rome у чотири зірки з п'яти, виділяючи мальовану графіку та рівень складності послідовностей прихованих об'єктів. Деякі об'єкти напівпрозорі чи сховані за іншими, стосовно них Картер прокоментувала «Це справді досить хвилюючий виклик професіоналові у пошуку прихованих предметів, але може бути занадто складним для того, хто шукає більш спокійні ігри»[15].
- Golden Trails: The New Western Rush (2010) має тематику Дикого Заходу. Ванесса Картер із Gamezebo нагородила Golden Trails: The New Western Rush 3,5 зірками з п'яти, похваливши можливість полювання за значками на додачу до звичайного процесу пошуку предметів. Однак, Картер розкритикувала безглуздий сюжет, випадкові ділянки «розслідування шерифа» та жахливе озвучування[16].
- Golden Trails 2: The Lost Legacy (2011) — продовження Golden Trails: The New Western Rush з піратською тематикою. Ванесса Картер із Gamezebo нагородила Golden Trails 2: The Lost Legacy чотирма зірками з п'яти. Вона розкритикувала «скрутний» сюжет і «нестерпне» озвучування, але похвалила додаткову механіку полювання за трофеями, свіжі місця, що впадають в око, та різноманітний пошук[17].
- Golden Trails 3: The Guardian's Creed (2012) — продовження Golden Trails: The New Western Rush з тамплієрською тематикою.
- Letters from Nowhere (2010) було нагороджено 3.5 зірками з п'яти Тауні Мюллер з Gamezebo. Вона похвалила збалансовану складність, ґрунтовний ігровий процес і бонуси, що відкриваються, але розкритикувала розпливчастий, короткий сюжет і повторення сцен і об'єктів[18].
- Letters from Nowhere 2 (2011) — продовження Letters from Nowhere, нагороджене трьома зірками з п'яти Бренді Шаулем із Gamezebo. Бренді відзначив схожість із першою грою. Letters from Nowhere 2 — головоломка в жанрі пошуку прихованих предметів, хоча загалом їй бракує розмаїття[19].

## Симулятори
- The Island: Castaway (2010) — пригодницька симуляційна казуальна відеогра. Браян Лафкін із Gamezebo нагородив The Island: Castaway чотирма зірками з п'яти, виділяючи деталізовану графіку, довгий список предметів і додаткових випробувань, і загалом блискучих відчуттів. Проте, він розкритикував ігровий процес, який «повертається до доставки предметів», а не симуляції виживання, та нерегулярне озвучування[20]. Гра потрапила до десяти найкращих на Best App Ever Awards 2012 у категорії «Найкраща симуляційна відеогра для iOS»[21].
- The Island: Castaway 2 (2011) — пригодницька симуляційна казуальна відеогра. Девід Бекер із Gamezebo нагородив The Island: Castaway 3,5 зірками з п'яти, виділяючи розмаїття завдань, засобів і можливостей, і відзначивши, що цінності виробництва The Island: Castaway 2 «заслуговують найвищих похвал». Проте, він розкритикував ігровий процес, який «може здатися занадто легким для більшості гравців»[22].

## Інші відеоігри
- Aquitania
- Bombardix
- Cosmo Lines
- Pacboy
- Astro Avenger
- Astro Avenger 2
- World Voyage